# Král Artuš (film)
Král Artuš (v anglickém originále King Arthur) je americko-britský akční film z roku 2004. Režisérem filmu je Antoine Fuqua. Hlavní role ve filmu ztvárnili Clive Owen, Keira Knightleyová, Ioan Gruffudd, Mads Mikkelsen a Hugh Dancy.

## Obsazení
| Clive Owen (dabing Aleš Procházka)           | Artuš            |
| Keira Knightleyová (dabing Kateřina Lojdová) | Guinevere        |
| Ioan Gruffudd (dabing Martin Stránský)       | Lancelot         |
| Mads Mikkelsen (dabing Daniel Rous)          | Tristan          |
| Hugh Dancy (dabing Zdeněk Hruška)            | Galahad          |
| Joel Edgerton (dabing Jakub Saic)            | Gawain           |
| Ray Winstone (dabing Jaromír Meduna)         | Bors             |
| Ray Stevenson (dabing Stanislav Lehký)       | Dagonet          |
| Stephen Dillane                              | Merlin           |
| Stellan Skarsgård (dabing Miroslav Táborský) | Cerdic           |
| Til Schweiger (dabing Zdeněk Podhůrský)      | Cynric           |
| Ivano Marescotti (dabing Ladislav Županič)   | biskup Germanius |
| Dawn Bradfield (dabing Jitka Moučková)       | Vanora           |